# Élections provinciales néo-calédoniennes de 1995
Les élections provinciales de 1995 eurent lieu le 9 juillet pour élire le Congrès du Territoire et les trois Assemblées de Provinces créées par la loi référendaire du 9 novembre 1988, application législative des Accords de Matignon. Le mandat des précédents Congrès et Assemblées provinciales, élus lors des élections provinciales du 11 juin 1989, arrivait à expiration.

## Contexte
Les élections provinciales de 1995 sont le deuxième scrutin territorial à avoir lieu après la fin des Évènements qui ont opposé violemment entre 1984 et 1988 partisans et opposants de l'indépendance. Elles sont marquées, pour la première fois depuis 1977, par de profondes divisions de ces deux camps qui ont commencé à se faire sentir en 1989.  

### La division du camp anti-indépendantiste
Jusqu'alors, le Rassemblement pour la Calédonie dans la République (RPCR), fondé en 1977 par le député Jacques Lafleur sous le nom initial de « Rassemblement pour la Calédonie » et affilié au RPR métropolitain, dominait largement au sein de l'électorat anti-indépendantiste mais néanmoins autonomiste (largement majoritaire). Il continue à dominer politiquement la Nouvelle-Calédonie pendant la première mandature issue des accords de Matignon, avec le contrôle de la Province Sud (la plus peuplée et la plus riche), du Congrès du Territoire et des trois fauteuils de parlementaires : les deux députés Jacques Lafleur et Maurice Nénou, et le sénateur Simon Loueckhote. Ces trois derniers sont d'ailleurs les têtes de liste du parti pour les élections provinciales de 1995, respectivement dans le Sud, le Nord et les Îles Loyauté. 
Le RPCR n'avait, pendant l'essentiel des années 1980, que deux rivaux à sa droite : la section locale du Front national (FN), mené depuis 1986 par Guy George, et le Front calédonien (FC, devenu le 17 janvier 1995 le Rassemblement pour la Calédonie dans la France, ou RCF, car associé au MPF métropolitain) de Claude Sarran, tous deux fermement anti-autonomistes, départementalistes et opposés à l'hégémonie du RPCR sur la vie politique locale. Ils développent de plus des positions souvent populistes, et accusent Jacques Lafleur de corruption et de trop contrôler l'économie néocalédonienne. Ils ne présentent tous deux des listes qu'en Province Sud. Mais, déjà en 1989, certains membres du Rassemblement opposés à la signature des accords de Matignon, emmenés par le maire de Dumbéa Bernard Marant, ont quitté ce grand parti loyaliste et se sont unis avec certains dissidents du FN (Justin Guillemard, Marcel Dubois ou Jacques Haewegene) pour créer un nouveau mouvement baptisé Calédonie Demain (CD). Celui-ci avait obtenu aux élections provinciales de 1989 5,15 % des suffrages exprimés sur l'ensemble du Territoire, et surtout 7,02 % et 2 sièges sur 32 en Province Sud, à savoir Bernard Marant et Justin Guillemard. Ce dernier a toutefois, comme la plupart des ex-FN, rejoint au début de l'année 1995 le RCF de Claude Sarran. 
Mais le nombre de ces dissidences augmente fortement au début des années 1990, à mesure que les critiques envers la gestion par Jacques Lafleur de la Province Sud et du Territoire se multiplient. Une des défections les plus symboliques est celle de Dick Ukeiwé, figure historique du parti, ancien sénateur de 1983 à 1992, député européen de 1989 à 1994, chef de tous les exécutifs territoriaux pendant la période des Évènements de 1984 à 1989 et signataire des accords de Matignon. Les relations entre Ukeiwé et Lafleur ont commencé à se détériorer lorsque le second a préféré au premier le jeune kanak Simon Loueckhote comme candidat au Sénat en 1992. En janvier 1993, Dick Ukeiwé démissionne du RPCR, fonde son propre parti baptisé « Mouvement des Calédoniens et Loyaltiens libres » (MCLL) et appelle à un « toilettage des accords Matignon » en refusant de participer aux comités du suivi avec l'État, le FLNKS et le RPCR. Aux élections législatives de 1993, Dick Ukeiwé se présente contre son « ancien ami » Jacques Lafleur dans la 1re circonscription (à savoir Nouméa, l'île des Pins et les Îles Loyauté) : si le député sortant est une nouvelle fois réélu au premier tour, il obtient alors son plus mauvais résultat depuis sa première élection en 1978 (53,27 % des suffrages exprimés) contre 16,04 % à l'ancien sénateur qui arrive en seconde position, devant le candidat du FLNKS Rock Wamytan (14,3 %). 
Mais la principale division des partisans du chef historique de la lutte contre l'indépendance apparaît à l'approche de l'élection présidentielle d'avril-mai 1995. Jacques Lafleur surprend en effet à cette occasion les membres de son camp, la direction parisienne du RPR et son électorat en apportant son soutien au Premier ministre Édouard Balladur contre Jacques Chirac, auquel il avait toujours jusqu'alors démontré une fidélité sans faille et alors que l'on présentait les deux hommes comme des amis personnels. Pourtant, une majorité de la droite locale soutient le maire de Paris, notamment Didier Leroux, ancien élu du RPCR et pendant longtemps chef de la fédération patronale du Territoire, mais aussi l'autre député, Maurice Nénou, qui lui reste toutefois fidèle, contrairement au premier, au chef de file anti-indépendantiste. Et l'électorat loyaliste, resté très chiraquien, se prononce largement pour le président du RPR, avec 42,97 % des suffrages exprimés en sa faveur au premier tour contre seulement 26,56 % au chef du gouvernement. Après l'élection de Jacques Chirac, certains des partisans à sa candidature au sein du RPCR, réunis autour de Didier Leroux, créent le 9 juin un nouveau parti se voulant « non-indépendantiste » plutôt qu'anti-indépendantiste et baptisé « Une Nouvelle-Calédonie pour tous » (UNCT). Ils présentent des listes en Province Sud (menée par Didier Leroux) et dans les Îles Loyauté (avec à sa tête Cawidrone Wakanumune et, en deuxième position, Bernard Ukeiwé, fils de Dick Ukeiwé). La campagne est particulièrement violente, Jacques Lafleur et ses partisans réservant l'essentiel de leurs attaques à ce nouvel adversaire qui quant-à-lui critique « la régression démocratique, le mépris des minorités, la dérive affairiste et le verrouillage de l'information » du RPCR qu'il rebaptise « Rassemblement pour la conservation de la royauté ». À ceci s'ajoute une autre formation dissidente dans le Nord, emmenée par Robert Frouin (le seul maire anti-indépendantiste de cette Province, pour la commune de Koumac, et l'un des anciens chefs de file du RPCR dans la région) et Delin Wéma (ancien ministre de l'Enseignement et de la Formation professionnelle, chargé des Relations avec les communes, dans le gouvernement local Ukeiwé de 1984 à 1985, et élu RPCR du Conseil de la Région Est et du Congrès de 1988 à 1989), baptisée « Développer ensemble pour construire l'avenir » (DECA).

### La division du camp indépendantiste
Cette division se retrouve également du côté indépendantiste. Le Front de libération nationale kanak et socialiste (FLNKS), fondé en 1984 par Jean-Marie Tjibaou comme une fédération de plusieurs partis, a maintenu jusqu'au début des années 1990 une certaine cohésion entre ses différentes composantes (l'Union calédonienne, le Parti de libération kanak et l'Union progressiste en Mélanésie). Il n'avait jusqu'alors comme seul véritable adversaire le mouvement Libération kanak socialiste (LKS), fondé en 1981 par le grand-chef de Guahma sur l'île de Maré et figure historique du militantisme nationaliste kanak, Nidoïsh Naisseline, et d'autres dissidents du Parti de libération kanak (Palika). Ce parti, situé hors du FLNKS, a adopté tout au long des Évènements politiques des années 1980 une attitude plutôt conservatrice, refusant la plupart du temps de boycotter les élections (à l'exception de celles de 1988, même si certains de ses militants se présentèrent tout de même alors) et appelant à maintenir le dialogue avec les anti-indépendantistes. En 1995, le LKS ne présente que deux listes sous le nom de « Kanaky Avenir », dans les Îles Loyauté (menée par Nidoïsh Naisseline) et dans le Nord (tirée par Julien Dillenseger). 
Mais, après la signature des accords de Matignon (qui provoque le départ de l'une des composantes du Front, le Front uni de libération kanak ou FULK de Yann Céléné Uregei) et, surtout, la mort de son chef charismatique Jean-Marie Tjibaou (assassiné par un militant indépendantiste radical) en 1989, le FLNKS commence à connaître une scission interne de plus en plus forte. Elle oppose essentiellement l'UC de François Burck et du grand-chef de Saint-Louis Rock Wamytan d'une part et le Palika du maire de Poindimié Paul Néaoutyine et du maire de Yaté Raphaël Mapou de l'autre. Un équilibre tente d'être trouvé lors de la Convention de Nakéty du 24 au 25 mars 1990, dans le cadre du choix du successeur de Tjibaou pour prendre la présidence collégiale : c'est Paul Néaoutyine qui est choisi tandis qu'un poste de vice-président est créé pour être confié à Rock Wamytan. Mais le Palika vit de moins en moins bien l'hégémonie de l'UC, qui dispose de 13 des 19 élus sur les listes FLNKS en 1989 contre 3 seulement au Palika et 3 également à l'UPM, des deux présidences d'Assemblées de Provinces contrôlées par les indépendantistes (Léopold Jorédié dans le Nord et Richard Kaloï dans les Îles Loyauté). Les trois têtes de liste du FLNKS en 1989 étaient d'ailleurs toutes de l'UC (François Burck, Léopold Jorédié et Richard Kaloï), de même que les candidats du Front à l'élection sénatoriale de 1992 (Rock Wamytan) et aux élections législatives de 1993 (Rock Wamytan et Léopold Jorédié). L'Union calédonienne, qui a par le passé (avant sa conversion à l'indépendantisme) été la première force politique du Territoire de 1953 à 1972 et était le parti de Jean-Marie Tjibaou, se présente de plus clairement comme la locomotive du FLNKS. Des divergences se font jour également sur la forme à donner à l'indépendance, l'UC évoluant vers un projet d'« État-associé » avec la France, quand le Palika reste attaché à un total détachement de l'ancienne Métropole. Finalement, le Palika décide de mener des listes distinctes de celles du FLNKS (tout en restant membre du Front) dans le Nord (sous la direction de Paul Néaoutyine) et le Sud (derrière Raphaël Mapou), sous le nom d'« Union nationale pour l'indépendance » (UNI). Dans cette dernière province, il s'allie également à la fédération locale du Parti socialiste (PS) de Max Chivot (présent en troisième position sur la liste Mapou).    
Les listes FLNKS officielles, tirées par l'UC dans les trois Provinces (les présidents sortants Léopold Jorédié et Richard Kaloï respectivement dans le Nord et les Îles Loyauté, et Rock Wamytan dans le Sud), conservent le soutien de l'UPM. De plus, le FLNKS s'allie avec une autre force indépendantiste extérieure au Front en Province Sud : le Rassemblement démocratique océanien (RDO), créé le 12 février 1994 par des dissidents de l'Union océanienne (UO, formation centriste elle-même fondée en 1989 pour représenter les intérêts de la communauté wallisienne et futunienne et rapprocher cette dernière des Kanaks mais neutre sur la question de l'indépendance) et qui représente donc la frange indépendantiste au sein des Wallisiens et Futuniens, mené par Aloïsio Sako et Aukusitino Manuohalalo (en troisième place de la liste Wamytan).  
Enfin, s'y ajoute une formation dissidente de l'UC et du FLNKS dans les Îles Loyauté. En effet, le Front pour le développement des îles Loyauté (FDIL) a été créé le 15 avril 1993 sur la base du « Front pour le développement de Lifou », né en 1992 pour soutenir le maire (UC) de Lifou Cono Hamu dans un conflit l'opposant aux coutumiers de l'île (notamment au sujet de la construction d'un nouveau port à Wé). Lâché par la direction de l'Union calédonienne et forcé de laisser son fauteuil de premier magistrat au LKS (soutenu par le FLNKS) Macate Wenehoua en 1992, Cono Hamu quitte donc ce parti ainsi que le Front indépendantiste. Le FDIL, essentiellement centré sur la personnalité de Cono Hamu, se veut plus modéré que le FLNKS et même que le LKS : tout en restant indépendantiste, il appelle à ne pas couper tout lien avec la France et souhaite que l'accès à la souveraineté se fasse progressivement, en passant auparavant par une émancipation économique associé à une certaine critique des structures coutumières traditionnelles.

### Le maintien d'une forte offre politique au centre
Comme en 1989, les mouvements et listes centristes sont très présentes en 1995. Pour la plupart refusant de prendre clairement position pour ou contre l'indépendance, ou en tout cas ne centrant pas leur discours politique sur ce point, elles mettent tout en avant la nécessité de construire avant tout une communauté de destin (voire une « nation ») néocalédonienne, pluri-ethnique et disposant de ses propres symboles et signes identitaires. Peuvent ainsi être cités :
- le « Groupe de l'alliance multiraciale » (GAM), fondé le 28 mai 1994 par le grand-chef de Touho, et ancienne figure historique de l'UC, Kowi Bouillant (numéro un de la liste) ainsi que par le juriste et doctorant en anthropologie, d'origine à la fois caldoche et kanak, Dany Dalmayrac. S'il affirme vouloir à terme l'indépendance, il préfère avant tout se concentrer sur l'émergence d'une « nation calédonienne » et d'une autonomie nationale comme statut intermédiaire avant tout accès à la pleine souveraineté[7]. Le GAM ne présente de liste que dans la Province Nord, menée par Kowi Bouillant ;
- « Génération calédonienne », mouvement créé en vue des élections municipales de juin 1995 à Nouméa par des jeunes dans la vingtaine ou trentenaires tels que Jean-Raymond Postic (élu conseiller municipal de Nouméa), Isabelle Ohlen ou Jean-Pierre Delrieu. Neutres sur la question de l'indépendance, ils développement un programme de lutte contre la corruption, progressiste sur le plan social et pour la constitution d'une identité propre néocalédonienne[8]. « Génération calédonienne » se constitue en liste dans la Province Sud, menée par Jean-Pierre Delrieu.

Enfin, deux listes purement ethniques, constituées de Wallisiens et Futuniens, sont présentées en Province Sud : 
- l'Union océanienne (UO), l'ancien mouvement principal de représentation de cette communauté qui avait connu en 1989 un certain succès électoral avec 6,2 % des suffrages exprimés dans le Sud (soit 40 % de l'électorat wallisien et futunien potentiel) et 2 sièges. Or, elle a souffert du décès de son fondateur, Kalépo Muliava, le 12 août 1989, du départ de ses membres indépendantistes emmenés par Aloïsio Sako et Aukusitino Manuohalalo pour créer le RDO allié au FLNKS, et la concurrence lors du scrutin de 1995 de la nouvelle liste « Objectif - Pasifik'Avenir ». L'UO est désormais menée par Mikaele Hema, son président depuis la disparition de Muliava en 1989 ;
- « Objectif - Pasifik'Avenir » est une liste formée par Sosefo Polelei, militant associatif en faveur de l'amélioration des conditions de vie, sociales et économiques des « squats » de Nouméa[9] et opposant à la reprise des essais nucléaires français dans le Pacifique.

## Organisation du scrutin
Le régime électoral est défini par la loi n° 88-1028 du 9 novembre 1988 portant dispositions statutaires et préparatoires à l'autodétermination de la Nouvelle-Calédonie en 1998. Le scrutin a lieu au suffrage universel direct, élisant pour un mandat de six ans à la proportionnelle de liste, selon la règle de la plus forte moyenne, les 54 élus des trois Assemblées de Provinces et dont la réunion forme le Congrès du Territoire. Le nombre de sièges par Assemblée de Province est la suivante :  
- Province Sud (Nouméa, Dumbéa, Païta, Mont-Dore, Yaté, Île des Pins, Thio, Boulouparis, La Foa, Sarraméa, Farino, Moindou, Bourail, Poya sud) : 32 sièges ;
- Province Nord (Belep, Poum, Ouégoa, Pouébo, Hienghène, Poindimié, Touho, Ponérihouen, Houaïlou, Canala, Koumac, Kaala-Gomen,   Voh, Koné, Pouembout, Poya Nord) : 15 sièges ;
- Province des îles Loyauté (Lifou, Maré, Ouvéa) : 7 sièges.

## Résultats
- Inscrits : 103 505 (1 siège pour environ 1 917 électeurs)
- Votants : 72 685
- Participation : 70,22 %
- Suffrages exprimés : 71 791 (98,77 % des votants)

- Anti-indépendantistes : 43 335 voix (60,36 %), 35 sièges (+3) : 
  - Rassemblement pour la Calédonie dans la République (droite associée au RPR, anti-indépendantiste mais autonomiste, présidé par le député Jacques Lafleur) : 25 977 voix (36,18 %), 22 sièges (-5)
  - Une Nouvelle-Calédonie pour tous (droite anti-Lafleur, chiraquienne, anti-indépendantiste mais autonomiste, présidé par Didier Leroux) : 8 424 voix (11,73 %), 7 sièges (+7).
  - Développer ensemble pour construire l'avenir (droite anti-Lafleur, anti-indépendantiste mais autonomiste, mené par le maire de Koumac Robert Frouin) : 2 479 voix (3,45 %), 2 sièges (+2).
  - Front national (extrême droite, anti-indépendantiste et anti-autonomiste, présidé par Guy George) : 2 347 voix (3,27 %), 2 sièges (-1).
  - Rassemblement pour une Calédonie dans la France (droite nationaliste, conservatrice, souverainiste, anti-indépendantiste et anti-autonomiste, associé au MPF, présidé par Claude Sarran) : 2 280 voix (3,18 %), 2 sièges (+2).
  - Calédonie Demain (droite anti-Lafleur, anti-indépendantiste et anti-autonomiste, présidé par le maire de Dumbéa Bernard Marant) : 1 828 voix (2,55 %), 0 siège (-2).

- Indépendantistes : 25 094 voix (34,95 %), 19 sièges (-1) : 
  - Front de libération nationale kanak et socialiste (gauche indépendantiste, présidé par Paul Néaoutyine et vice-présidé par Rock Wamytan) : 21 022 voix (29,28 %), 17 sièges (-2) :
    - Listes « FLNKS » (tendance UC-UPM associée au RDO, menés par Rock Wamytan, Léopold Jorédié et Richard Kaloï) : 14 005 voix (19,51 %), 12 sièges dont 10 UC (-3), 1 UPM (-2) et 1 RDO (+1).
    - Listes « Union nationale pour l'indépendance » (tendance Palika associée au PSC, menés par Paul Néaoutyine et Raphaël Mapou) : 7 017 voix (9,77 %), 5 sièges, tous du Palika (+2).

  - Libération kanak socialiste (gauche indépendantiste modérée et socialiste, présidé par le grand-chef Nidoïsh Naisseline) : 2 425 voix (3,38 %), 1 siège (+0).
  - Front pour le développement des îles Loyauté (centre gauche indépendantiste modérée et progressiste, présidé par Cono Hamu) : 1 647 voix (2,29 %), 1 siège (+1)

- Centristes : 3 362 voix (4,68 %), 0 siège (-2) : 
  - Génération calédonienne (centre aunomiste, progressiste social et identitaire calédonien, présidée par Jean-Raymond Postic) : 2 006 voix (2,79 %), 0 siège.
  - Union océanienne (centre ethnique, présidée par Mikaele Hema) : 857 voix (1,19 %), 0 siège (-2).
  - Objectif Pasifik'Avenir (centre ethnique et progressiste social, mené par Sosefo Polelei) : 256 voix (0,36 %), 0 siège.
  - Groupe de l'alliance multiraciale (mené par le grand-chef Kowi Bouillant) : 243 voix (0,34 %), 0 siège.

### Province Sud
- Inscrits : 66 308 (64,06 % du total, 1 siège pour environ 2 072 électeurs)
- Votants : 45 836 (63,06 % du total)
- Participation : 69,13 %
- Suffrages exprimés : 45 113 (62,84 % du total, 98,42 % des votants)

- RPCR (mené par le député et président sortant Jacques Lafleur) : 21 259 voix (47,12 %), 18 sièges - Jacques Lafleur[11], Robert Moyatéa[12], Marie-Noëlle Thémereau, Jean Lèques[13], Pierre Frogier[14], Harold Martin[15], Pierre Bretegnier, Paul Maes, Daniel Laborde, Gaël Yanno, Jean-Claude Briault, Sosimo Malalua, Françoise Sagnet-Chaverot, Philippe Gomès[16], Pierre Maresca[17], Christian Prost, Guy Moulin, Laurent Chatenay.
- UNCT (mené par Didier Leroux) : 7 909 voix (17,53 %), 7 sièges - Didier Leroux, Denis Milliard, Sonia Lagarde, Thierry Valet, Pouko Selefen, Patrice Muller, Jean-Claude Legras.
- FLNKS (mené par le grand-chef Rock Wamytan) : 4 431 voix (9,82 %), 3 sièges - Rock Wamytan (UC)[18], François Burck (UC)[19], Aukusitino Manuohalalo (RDO).
- FN (mené par Guy George) : 2 347 voix (5,2 %), 2 sièges - Guy George, Bernard Herpin.
- RCF (mené par Claude Sarran) : 2 280 voix (5,05 %), 2 sièges - Claude Sarran, Antoine Mariotti.

- Génération calédonienne (mené par Jean-Paul Delrieu) : 2 006 voix (4,45 %), 0 siège.
- UNI (mené par le maire de Yaté Raphaël Mapou) : 1 940 voix (4,3 %), 0 siège.
- CD (mené par le maire de Dumbéa Bernard Marant) : 1 828 voix (4,05 %), 0 siège.
- UO (mené par Mikaele Hema) : 857 voix (1,9 %), 0 siège.
- Objectif Pasifik'Avenir (mené par Sosefo Polelei) : 256 voix (0,57 %), 0 siège.

### Province Nord
- Inscrits : 23 039 (22,26 % du total, 1 siège pour environ 1 536 électeurs)
- Votants : 16 453 (22,64 % du total)
- Participation : 71,41 %
- Suffrages exprimés : 16 333 (22,75 % du total, 99,27 % des votants)

- FLNKS (mené par le président sortant Léopold Jorédié) : 5 602 voix (34,3 %), 6 sièges - Léopold Jorédié (UC)[20], Edmond Nékiriaï (UPM)[21], Raymond Pabouty (UC)[22], Cézelin Tchoeaoua (UC)[23], Thierry Weiri (UC), Eymard Bouanaoué (UC)[24].
- UNI (mené par le maire de Poindimié Paul Néaoutyine) : 5 077 voix (31,08 %), 5 sièges - Paul Néaoutyine[25], Guigui Dounehote[26], Moïse Gowecee, Jean-Pierre Diahaioué, Germain Padome.
- RPCR (mené par le député Maurice Nénou) : 2 597 voix (15,9 %), 2 sièges - Maurice Nénou[27], Éric Babin.
- DECA (mené par le maire de Koumac Robert Frouin) : 2 479 voix (15,18 %), 2 sièges - Robert Frouin[28], Delin Wéma.

- LKS - « Avenir Kanaky » (mené par Julien Dillenseger) : 335 voix (2,05 %), 0 siège.
- GAM (mené par le grand-chef Kowi Bouillant) : 243 voix (1,49 %), 0 siège.

### Province des îles Loyauté
- Inscrits : 14 158 (13,68 % du total, 1 siège pour environ 2 023 électeurs)
- Votants : 10 396 (14,3 % du total)
- Participation : 73,43 %
- Suffrages exprimés : 10 345 (14,41 % du total, 99,51 % des votants)

- FLNKS (mené par le président sortant Richard Kaloï) : 3 972 voix (38,4 %), 3 sièges - Richard Kaloï (UC)[29], Saikaen Xozame (UC), Albert Ouckewen (UC).
- RPCR (mené par le sénateur Simon Loueckhote) : 2 121 voix (20,5 %), 2 sièges - Simon Loueckhote[30], Robert Paouta Naxué[31].
- « Kanaky Avenir » (mené par le grand-chef Nidoïsh Naisseline) : 2 090 voix (20,2 %), 1 siège - Nidoïsh Naisseline[32].
- FDIL (mené par Cono Hamu) : 1 647 voix (15,92 %), 1 siège - Cono Hamu[33].

- UNCT (mené par Cawidrone Wakanumune) : 515 voix (4,98 %), 0 siège.

## Conséquences
Le rapport de poids des voix en faveur ou contre l'indépendance reste essentiellement au même niveau que 1989, soit environ 60 % pour les partisans du maintien de la République française et 35 % pour les partisans clairement déclarés de la pleine souveraineté, à quoi s'ajoute quelque 5 % pour les mouvances centristes. Toutefois, la division dans les deux camps a fait pleinement son effet. 
Dans le camp « loyaliste », le RPCR conserve sa majorité en Province Sud, mais uniquement en nombre de sièges (18 élus sur 32), mais plus en suffrages (47 %). Il réunit toujours plus d'un électeur anti-indépendantiste sur deux, et presque les deux-tiers (60 %), mais cette proportion est inférieure aux 72 % qu'il représentait encore en 1989. Les deux listes anti-Lafleur, l'UNCT dans le Sud et DECA dans le Nord, réussissent pour leur part leur entrée dans le jeu électoral. La première obtient le deuxième score dans la province la plus peuplée, la plus riche et la plus non-indépendantiste, certes assez loin du RPCR (moins de la moitié des voix, avec 18 % des suffrages, et des sièges, avec 7 élus), mais peut jouer un rôle charnière au Congrès du Territoire. Le second mouvement dissident fait pratiquement jeu égal avec le RPCR dans le Nord, avec 15 % contre 16 % pour les partisans de Lafleur et 2 élus chacun. Aux Îles Loyauté, la présence également d'une liste UNCT ainsi que l'essoufflement sensible de l'électorat loyaliste dans cette province (il réunissait encore un tiers de l'électorat en 1989, pour un quart en 1995) provoque une baisse du résultat de la liste du Rassemblement en part relative des suffrages (20,2 % contre presque 34 % six ans auparavant), mais pas en nombre de sièges (le parti se maintenant à 2 élus sur 7). Quoi qu'il en soit, le RPCR perd la majorité absolue au Congrès du Territoire, n'ayant plus que 22 sièges sur 54 (il reste toutefois le premier groupe politique de cette institution). Les trois partis les plus à droite et anti-autonomistes (le FN, le RCF et CD) connaissent également un léger essoufflement (ils totalisent à eux trois 9 % contre 14,5 % en 1989, et 4 sièges sur 32 à l'Assemblée de la Province Sud et au Congrès, soit une baisse de un siège). C'est surtout le FN (5 % contre près de 7 % en 1989, et un siège de moins) et CD (3 % alors qu'il totalisait 5 % en 1989, ce parti perd ainsi les deux sièges qu'il possédait) qui chutent, au profit du RCF (son ancêtre, le FC, n'avait réuni que 2,6 % et aucun élu en 1989, il grimpe en 1995 à 5 % et 2 sièges).      
Dans le camp indépendantiste, l'ensemble des formations liées au FLNKS conservent le même score qu'en 1989 (soit 29 % de l'ensemble des votes du Territoire, et environ 84 % de l'électorat indépendantiste). Les listes tirées par l'UC remportent leur bras de fer dans l'ensemble contre celles de l'UNI (19,5 % des suffrages et notamment les deux tiers des votes du FLNKS). Mais la division provoque pourtant une baisse totale du nombre de sièges revenant à des membres du Front (17 élus contre 19 en 1989) et plus généralement à des indépendantistes (19 sièges à la place de 20 six ans auparavant), et cela touche particulièrement l'UC (ils passent de 13 membres du Congrès en 1989 à 10 en 1995). Au contraire, le Palika réussit son pari d'augmenter sa représentation avec 5 sièges (deux de plus qu'en 1989), tous obtenus dans le Nord. Et dans cette Province, la liste Néaoutyine arrive pratiquement au même niveau que celle du président de l'Assemblée sortante Léopold Jorédié, avec respectivement 31 % pour 5 élus sur 15 et 34 % pour 6 sièges. Dans les Îles Loyauté, ce n'est pas le Palika mais le nouveau FDIL de Cono Hamu (16 % et 1 élu), ainsi que le bon score réalisé par le LKS (20 % des voix, soit 3 points de plus qu'en 1989, et toujours 1 siège) qui prive de majorité absolue la liste UC de Richard Kaloï (38 %, et donc 8 points de moins qu'en 1989, pour 3 élus sur 7). 
Le 17 juillet 1995 ont lieu les élections des présidents des Assemblées de Province. Jacques Lafleur (RPCR) est réélu sans difficulté dans le Sud où il dispose toujours d'une majorité absolue. Dans le Nord, Léopold Jorédié (UC) obtient finalement le soutien des élus de l'UNI et est donc lui aussi réélu. Mais, aux Îles Loyauté, une coalition « anti-FLNKS » unissant le RPCR au LKS et au FDIL porte Nidoïsh Naisseline (LKS) à la présidence de l'Assemblée. 
Au Congrès du Territoire, la situation est plus complexe. Le RPCR conserve la présidence de l'institution, où est élu le maire du Mont-Dore Pierre Frogier le 31 juillet, et celle de la Commission permanente, où est reconduit Pierre Maresca le 28 septembre. En revanche, il ne garde qu'une seule vice-présidence du bureau de l'assemblée territoriale sur huit tandis qu'une alliance entre le FLNKS et l'UNCT (24 sièges sur 54, 26 en comptant les élus de DECA proches de l'UNCT) rend les débats particulièrement houleux dans l'institution. Les deux formations occupent ainsi le Congrès le 7 mars 1996 pour réclamer un meilleur partenariat avec le Rassemblement. 
Malgré ces divisions dans les institutions locales, le dialogue reprend au sujet de 1998. Jacques Lafleur veut se maintenir comme le gardien du statu quo né des Accords de Matignon et du maintien du dialogue avec des indépendantistes, tandis que le FLNKS, totalement repris en main par l'UC (Paul Néaoutyine démissionne de la présidence du Front en décembre 1995 et est remplacé par Rock Wamytan) et ses alliés (le RDO intègre le FLNKS en 1996 sur pression de Wamytan), accepte lui aussi de négocier. Conscient que quoi qu'il arrive le référendum d'autodétermination prévu en 1998 se soldera par un rejet de la souveraineté, et craignant que cela ne blesse les indépendantistes au point de pousser certains à reprendre les armes, Lafleur avait déjà été le premier à proposer, dès avril 1991, une « solution consensuelle ». Cette proposition avait été reprise au IVe Comité du suivi des Accords de Matignon à Paris du 4 février 1993 par les autres signataires (l'État et le FLNKS) qui s'engagent à tout faire pour éviter le « référendum guillotine ». Le 19 septembre 1994, Jacques Lafleur précise son propos en appelant à un « pacte trentenaire » et « un Matignon bis » qui repousserait la question de l'indépendance aux alentours de 2018. Mais ce n'est véritablement qu'après les provinciales de 1995, les dernières avant l'échéance de 1998, que le dialogue entre les partenaires des accords reprend réellement. Ainsi, le 20 septembre 1995, le RPCR et le FLNKS commencent à parler ensemble de l'avenir institutionnel du Territoire et des discussions officielles sont ouvertes sous la médiation du Premier ministre Alain Juppé le 18 octobre suivant. À la fin de l'année, les deux camps formulent leurs projets qui doivent servir de base aux négociations. Si les indépendantistes proposent purement et simplement l'instauration dès 1998 d'un État libre et souverain baptisé « Kanaky », le « schéma d'émancipation et de large décentralisation » avancé par Jacques Lafleur les rejoint sur certains points en demandant une forte autonomie : création d'un gouvernement local élu, le maintien du Congrès et des provinces, la création d'un Sénat coutumier élargi mais qui resterait consultatif et le transfert d'un certain nombre de compétences que, d'après le député, les néocalédoniennes doivent pouvoir gérer seuls (immigration, politique minière, énergie et commerce extérieur essentiellement). Le principal point de désaccord reste les compétences régaliennes (défense, affaires étrangères, sécurité publique, justice, monnaie), Jacques Lafleur restant anti-indépendantiste et défendant leur maintien entre les mains de l'État français.